# Witica
Witica là một chi nhện trong họ Araneidae.